# عاشقان ماریا
عاشقان ماریا (انگلیسی: Maria's Lovers) فیلمی درام آمریکایی محصول ۱۹۸۴ به کارگردانی آندری کنچالوفسکی و با بازی نستاسجا کینسکی، جان ساوج و رابرت میچوم است. این فیلم به دنبال سربازی است که از جنگ جهانی دوم برمی گردد و با زن رویاهایش ازدواج می‌کند، اما او قادر نیست ازدواج خود را کامل انجام دهد و شانس مشترک یک زن و شوهر را از بین می‌برد. این فیلم اولین فیلم سینمایی آمریکایی ساخته کنچالوفسکی است و چهل و یکمین جشنواره بین‌المللی فیلم ونیز را افتتاح کرد. عاشقان ماریا همچنین نامزد جایزه سزار بهترین فیلم خارجی شد.